# Sainte-Aulde
Sainte-Aulde és un municipi francès, situat al departament de Sena i Marne i a la regió de Illa de França. L'any 2007 tenia 615 habitants.
Forma part del cantó de La Ferté-sous-Jouarre, del districte de Meaux i de la Comunitat de comunes del Pays fertois.

## Demografia

### Població
El 2007 la població de fet de Sainte-Aulde era de 615 persones. Hi havia 225 famílies, de les quals 56 eren unipersonals (28 homes vivint sols i 28 dones vivint soles), 63 parelles sense fills, 94 parelles amb fills i 12 famílies monoparentals amb fills.
La població ha evolucionat segons el següent gràfic:
Habitants censats

### Habitatges
El 2007 hi havia 307 habitatges, 231 eren l'habitatge principal de la família, 59 eren segones residències i 18 estaven desocupats. 294 eren cases i 5 eren apartaments. Dels 231 habitatges principals, 205 estaven ocupats pels seus propietaris, 20 estaven llogats i ocupats pels llogaters i 6 estaven cedits a títol gratuït; 1 tenia una cambra, 10 en tenien dues, 42 en tenien tres, 50 en tenien quatre i 128 en tenien cinc o més. 192 habitatges disposaven pel capbaix d'una plaça de pàrquing. A 85 habitatges hi havia un automòbil i a 128 n'hi havia dos o més.

### Piràmide de població
La piràmide de població per edats i sexe el 2009 era:
| Homes | Edats   | Dones |
| ----- | ------- | ----- |
| 0     | 95 o +  | 13    |
| 1     | 90 a 94 | 5     |
| 1     | 85 a 89 | 1     |
| 2     | 80 a 84 | 6     |
| 8     | 75 a 79 | 2     |
| 17    | 70 a 74 | 9     |
| 20    | 65 a 69 | 29    |
| 9     | 60 a 64 | 5     |
| 12    | 55 a 59 | 9     |
| 15    | 50 a 54 | 19    |
| 22    | 45 a 49 | 17    |
| 23    | 40 a 44 | 25    |
| 30    | 35 a 39 | 19    |
| 14    | 30 a 34 | 14    |
| 11    | 25 a 29 | 14    |
| 7     | 20 a 24 | 11    |
| 15    | 15 a 19 | 11    |
| 28    | 10 a 14 | 15    |
| 7     | 5 a 9   | 17    |
| 4     | 0 a 4   | 10    |

## Economia
El 2007 la població en edat de treballar era de 409 persones, 307 eren actives i 102 eren inactives. De les 307 persones actives 276 estaven ocupades (151 homes i 125 dones) i 32 estaven aturades (13 homes i 19 dones). De les 102 persones inactives 42 estaven jubilades, 33 estaven estudiant i 27 estaven classificades com a «altres inactius».

### Ingressos
El 2009 a Sainte-Aulde hi havia 239 unitats fiscals que integraven 617 persones, la mediana anual d'ingressos fiscals per persona era de 21.548 €.

### Activitats econòmiques
Dels 17 establiments que hi havia el 2007, 4 eren d'empreses de construcció, 1 d'una empresa de comerç i reparació d'automòbils, 1 d'una empresa de transport, 1 d'una empresa d'hostatgeria i restauració, 2 d'empreses d'informació i comunicació, 2 d'empreses immobiliàries, 2 d'empreses de serveis, 1 d'una entitat de l'administració pública i 3 d'empreses classificades com a «altres activitats de serveis».
Dels 5 establiments de servei als particulars que hi havia el 2009, 1 era un taller de reparació d'automòbils i de material agrícola, 1 guixaire pintor, 1 lampisteria, 1 electricista i 1 restaurant.
L'any 2000 a Sainte-Aulde hi havia 7 explotacions agrícoles.

## Equipaments sanitaris i escolars
El 2009 hi havia una escola elemental integrada dins d'un grup escolar amb les comunes properes formant una escola dispersa.

## Poblacions més properes
El següent diagrama mostra les poblacions més properes.